# بيز بلاتا
بيز بلاتا (بالإنجليزية: Piz Platta)‏ هو أحد جبال سلسلة جبال الألب أوبيرهالبشتين ويقع في كانتون غراوبوندن في سويسرا. يحتل المرتبة رقم 79 في قائمة جبال سويسرا من حيث الارتفاع، إذ يبلغ ارتفاعه حوالي 3392 متر، بينما يبلغ ارتفاع نتوء الجبل 1108 متر، هذا وقد سجل أول وصول لقمة الجبل عام 1866.